# ワッピンガー
ウォピンジャー族（Wappinger）またはウォパニ族（Wappani）は、アメリカ合衆国ニューヨーク州周辺を領土としていたインディアン部族である。同州にウォピンジャー族から名付けたウォピンジャー (ニューヨーク州)、ウォピンジャーフォールズ (ニューヨーク州)などがある。
ウォピンジャー族は、アルゴンキン語族に属しアルゴンキン語族国家を築いていた。17世紀まで、アメリカ東部ニューイングランドのニューヨーク州・コネチカット州間のタコニック山の頂上に東へ伸びるブロンクスとラインベック村間のハドソン川の東側で約8,000人が約30の村を築き、トウモロコシ・カボチャ・豆などの農作物を栽培し、鹿を狩るなどして暮らしていた。またモヒカン族とデラウェア族と親密に関わっていた。ウォピンジャー族（ウォパニ族）の名前は「ワッパン（東）」と「イ（人）」から来ているという説がある。
1524年フランス国王の命を受けたイタリア人航海士ジョバンニ・ダ・ヴェラッツァーノがニューヨークのハドソン川に到達した時、ヨーロッパ人として初めてウォピンジャー族と遭遇した。1609年にはイギリスのヘンリー・ハドソンも遭遇している。1624年オランダ人がウォピンジャー族が住む、現在のマンハッタン島に上陸し、植民地ニューアムステルダムを建設した。最初オランダ人とは良好な関係を築いていたが、しかし1639年に新しいオランダ人総督がハドソン川下流地域における部族間の抗争を煽ったことから、両者の関係が悪化し、1643年から1645年までオランダ人入植者との間でキーフ戦争や1655年ピーチツリー戦争で大勢のウォピンジャー族が殺され、生き残った者も天然痘などで死亡し、ウォピンジャー族の人口減少によって社会は壊滅的打撃を受けた。1730年には数百人程度となった。19世紀に、残ったそれらの少数は条約でウィスコンシン州の土地に住み着いた。現在、ウィスコンシン州やニューヨーク州、ロードアイランド州にも少数がコミュニティーを維持している。